# 부찰 지단
부찰 지단(富察 志端, 1848년경 ~ 1871년 10월 12일)은 만주양황기인으로, 부찰 경수(富察 景寿)와 도광제와 효정성황후 박이제길특씨의 딸인 수은고륜공주(壽恩固倫公主)의 아들이다.

## 생애
부찰 지단은 1865년 음사로 관직을 하였으며, 광서제 5년인 1866년 함풍제의 양녀이자 공친왕의 장녀인 영수고륜공주와 혼인을 하였다.
혼인과 함께 지단은 화령(청나라 때 관모에 관직의 높낮이를 표시하는 공작의 깃)을 달았다.
동치 10년인 1871년 10월 12일 부찰 지단은 자손 없이 사망하였고, 그의 처인 영수고륜공주는 과부가 되었다.
그 후 동치 12년인 1873년에 부마도위(駙馬都尉)로 추증되었으며 광서 15년인 1889년 광서제는 종자로 하여금 지단의 뒤를 잇게 하였다.

## 가족 관계
- 친조부 : 부찰 박계도(富察 博启图)
  - 아버지 : 부찰 경수(富察 景寿)
- 외조부 : 청나라 8대 황제 도광제(道光帝)
- 외조모 : 효정성황후 박이제길특씨(孝靜成皇后 博爾濟吉特氏)
  - 어머니 : 수은고륜공주(壽恩固倫公主)
  - 장인 : 청나라 9대 황제 함풍제(咸豊帝)
  - 장모 : 효흠현황후 엽혁나랍씨(孝欽顯皇后 葉赫那拉氏) - 서태후
  - 친장인 : 공충친왕 혁흔(恭忠親王 奕訢)
  - 친장모 : 적복진 과이가씨
    - 처 : 영수고륜공주(榮壽固倫公主)